# Буйвіл африканський
Буйвіл (буфало) африканський (Syncerus caffer) — вид монотипового роду буфало (Syncerus) з родини бикових (Bovidae) ряду оленеподібних (Cerviformes).
Один з видів великої африканської п'ятірки.

## Небезпеки
Відомий в Африці як «Чорна смерть» або як «вдовороб», буфало африканський часто розглядається як дуже небезпечна тварина, яка бере на роги і вбиває понад 200 людей щороку.
Буфало, як часто повідомляють, вбиває в Африці більше людей, ніж будь-яка інша тварина, чимало жертв дають гіпопотами та крокодили. Буффало славляться серед мисливців на великих тварин як дуже небезпечні тварини, поранені тварини неодноразово атакували переслідувачів.

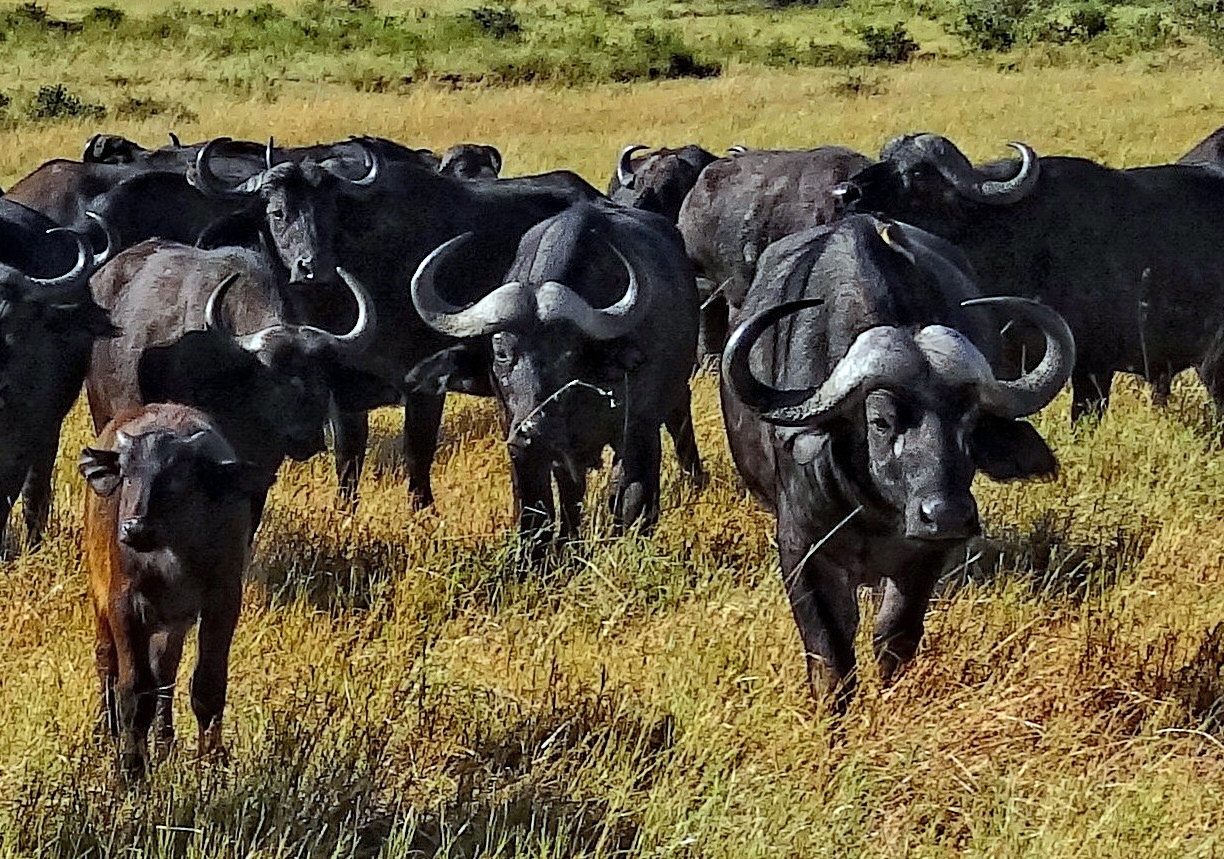
Стадо буфало

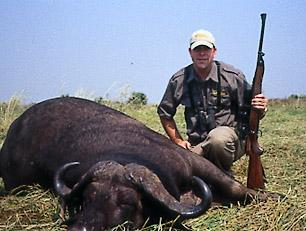
Мисливець за трофеями зі здобутим буфало